# 勝野平左衛門
勝野 平左衛門（かつの へいざえもん、生没年不詳）は、江戸時代前期の砲術家。名は吉里。

## 経歴・人物
関ヶ原の戦いでは小早川氏に属し、のち紀伊和歌山藩に仕えた。佐々木流砲術から勝野流一派を興し、のち藩主の命で滝波御流と改称。